# Bayan Yanı
Bayan Yanı (traduïble com a "Dones al costat") és una revista satírica en llengua turca que aborda assumptes feministes adreçats a les dones de Turquia.
Al principi, la revista pretengué ser una publicació específica pel Dia de la dona treballadora de 2011. Com aconseguí molta popularitat, es decidí convertir en una revista mensual. Quan començà, tingué al capdavant un editor home. Més tard, s'informà que s'aniria creant via correu electrònic sense un editor nomenat. Els col·laboradors també són coneguts per la seva feina en altres revistes satíriques turques. La direcció de la revista recau en Ezgi Aksoy i Feyhan Güver. El personal és majoritàriament femení però un dels col·laboradors principals és un home. Hi ha vint dones del personal que porten texans més que no pas vel. L'any 2011 la revista tingué una circulació de 50,000 exemplars i un pressupost de 30,000 dòlars. En xarxes socials, al 2017 tingué una xifra de 240,000 seguidors a facebook.
Bayan Yanı, traduïble com a "Dones al costat", fa referència a una norma dels autobusos interurbans turcs que prohibeix a homes i dones, de famílies diferents, a seure junts. Aquesta mesura pot comportar que s'arriba a negar la venda de tiquets malgrat que hi hagi seients buits en el gènere incorrecte. La revista no pretén ser exclusiva per a dones, de fet, alguns homes han demanat que el títol de la revista s'hauria de canviar de manera que podrien evitar la vergonya de comprar una revista per a dones. Bayan Yanı tracta aquests assumptes perquè són fruit de l'experiència de les seves col·laboradores.
Citant l'exemple de l'arrest de dibuixants com Musa Kart i la detenció de molts altres treballadors de mitjans de comunicació de Turquia, els col·laboradors de la revista han manifestat que saben el risc i el perill que comporta l'arrest a Turquia.